# Teufelsgold
Teufelsgold ist ein Roman von Andreas Eschbach aus dem Jahr 2016.

## Handlung
Die Handlungen finden auf 2 Zeitebenen statt, dem ausgehenden 13. und beginnenden 14. Jahrhundert, also dem Beginn des Spätmittelalters bis zur Hungersnot von 1315–1317 sowie der Jahrtausendwende der Jetztzeit. Der mittelalterliche Handlungsstrang ergibt sich jeweils aus Buchauszügen, die dem Protagonisten in die Hände fallen bzw. später zugänglich gemacht werden.

## Handlung im Mittelalter
In dieser Ende des 13. Jahrhunderts spielenden Geschichte wird ein reisender Alchemist namens John Scoro, ein Angelsachse, von den Bütteln eines Grafen verhaftet. In der Karre des Verhafteten findet man in einer Bleikiste einen Stein, der todbringende Strahlen emittiert und der sagenumwobene Stein der Weisen sein soll. Trotz massiver Gegenwehr des Alchemisten und Warnungen vor Unheil zwingt der Graf ihn, Gold aus Quecksilber herzustellen, um einen neuen Kreuzzug zu finanzieren.
Aus diesem Gold lässt der Graf für seine schwangere Frau ein Kruzifix und für sich selbst eine goldene Rüstung schmieden. An der Radioaktivität des verstrahlten Goldes sterben der Graf und alle um ihn Versammelten. Einem Mitstreiter des Alchemisten und seinem Gehilfen gelingt mit dem Stein die Flucht aus der dem Untergang geweihten Burg. Der Alchemist wird vermeintlich sterbend zurückgelassen.
Als später am Ort der Katastrophe eintreffende Ritter des Deutschritterordens die Vorgänge zu ergründen versuchen, erhalten sie vom heiligen Vater den immerwährenden Auftrag, des Steins habhaft zu werden, was schließlich auch gelingt, um ihn und seine unseligen Kräfte auszuschalten. Er wird in der Marienburg verwahrt, ist dort aber unauffindbar. Der Orden wendet danach alle Bemühungen auf, die Tatsache der Existenz des Steins geheim zu halten.
Nur wenige Eingeweihte im Orden wissen von seiner Geschichte und durch die Plünderung der Ordensbestände während des Dritten Reiches gelangen einige der Aufzeichnungen in die Hände anderer Personen.

## Handlung in der Jetztzeit
Der Protagonist des Buches, ein junger Anlageberater namens Hendrik Busske, muss Ende der 1990er Jahre in Vertretung Geldanlegerseminare abhalten, ein Job, der ihm zunächst nicht zusagt. Insgesamt ist er mit seinem Leben, vor allem seiner Karriere, unzufrieden, vor allem wenn er, wie nun bei einer Seminarvorbereitung, die Welt der Reichen als Zaungast bestaunt. Um seine Aufregung zu dämpfen, stiehlt er in einem Antiquariat ein altes Buch, das von den Erlebnissen eines Alchemisten Ende des 13. Jahrhunderts erzählt und ihn fasziniert. Obwohl Hendrik an seine Anlageempfehlungen selbst nicht glaubt, wird das Seminar unverhofft zum Erfolg, zumal er ein natürliches Talent zum Erzählen hat und sein Seminar mit Weisheiten aus der Alchemie würzt, für die er sich schon immer interessiert hat. Eine junge Frau, die nach dem Seminar an der Hotelbar mit Hendrik anbandelt und ihn verführt, stiehlt ihm das Buch, das er zuvor allerdings kopieren ließ. Seine berufliche Entwicklung macht Fortschritte, seine junge Angetraute wird schwanger, und ein unverhoffter Geldsegen infolge Erbschaft und ein scheinbar zufälliges Angebot eines generösen Fremden, der ebenfalls Interesse an Alchemie hat, lassen ihn zum scheinbaren Schlossbesitzer werden, für ihn nur ein Arrangement, das der Werbung für seine Anlegerseminare dient, die er inzwischen als Selbständiger durchführt. Vorangegangen war ein Zufallstreffer bei der Prognose des Platzens der Dotcom-Blase im Jahr 2000.
Obwohl seine Karriere Fortschritte macht, er eine ihn liebende Frau und eine aufgeweckte Tochter hat, verspürt er eine Leere, so als habe er seine eigentliche Bestimmung und sein Glück noch nicht gefunden. Seine Seminare benutzt er, um fremdzugehen, doch bald befriedigt ihn das auch nicht mehr. Durch Zufall erhält er Kenntnis eines weiteren Buchfragments der Geschichte um den Alchemisten.
Als die seinerzeit verschollene Goldrüstung bei Autobahnarbeiten wiederentdeckt wird, nimmt Hendrik Kontakt zu seinem Bruder auf, der als Atomphysiker beim CERN in Genf arbeitet und der für das Ganze eine wissenschaftliche Erklärung hat. Hiernach sei wohl Gold aus Quecksilber unter Verwendung einer starken Strahlungsquelle, wahrscheinlich aus einem Meteoriten stammend, hergestellt worden. Gemeinsam wollen sie die Rüstung auf Radioaktivität untersuchen, jedoch wird zuvor der Fund gestohlen. Die beiden geraten unter Verdacht, und durch eine unglückliche Verkettung verliert Hendrik seine gut bezahlten Seminaraufträge, da er als Scharlatan enttarnt wird.
Der Schlossherr nutzt die Situation, um Hendrik in das Geheimnis der Alchemie einzuweihen und gibt vor, dessen eigentliches Ziel sei ewiges Leben in einer besseren Parallelwelt, dem Paradies gleich. Er präsentiert im Keller des Schlosses den eigentlichen Schlossherrn, den inzwischen 800 Jahre alten Alchemisten. Um ihn zu verjüngen und die Geheimnisse zu erfahren, soll Hendrik die Goldrüstung besorgen. Er kann die Frau, die ihm seinerzeit das Buch stahl, auf Staten Island ausfindig machen, sie ist die Erbin eines Großkonzerns. Sie eröffnet ihm, die Rüstung eingeschmolzen zu haben, um an die darin enthaltenen Bruchstücke des Steins der Weisen heranzukommen, da auch sie die Geschichte vom ewigen Leben kennt. Sie ist die Nachfahrin des Mitstreiters des damaligen Alchemisten.
Nachdem Hendrik ein noch fehlendes Dokument beim Deutschritterorden geraubt und den dort Verantwortlichen verletzt hat, versuchen die Beteiligten, die vom Alchemisten verheißene andere Existenzebene zu erreichen. Hendrik gelingt im letzten Moment der Ausstieg, nachdem er die Wahrheit über seinen Bruder und seine Tochter erfahren hat. Der Alchemist, Hendriks Bruder und die New Yorkerin vollenden das Experiment, doch es bleibt unklar, ob sie in einer Explosion sterben oder die andere Paralleldimension erreichen. Hendrik versucht, an sein altes Leben anzuknüpfen, muss sich aber zunächst der Justiz für seine verdiente Bestrafung stellen.